# 莊文烈
莊文烈，字號里貫未詳，為鄭成功的部將。
永曆十五年（1661年）四月從鄭成功東征入臺灣。五月，鄭軍取得赤嵌樓，改為承天府署，下設天興、萬年二縣隸之，以莊文烈知天興縣事。約一年後卸職。其後不詳。